# Eumanota leucura
Eumanota leucura är en tvåvingeart som beskrevs av Edwards 1933. Eumanota leucura ingår i släktet Eumanota och familjen svampmyggor. Inga underarter finns listade i Catalogue of Life.